# مناره مسجد امام حسن
مناره مسجد امام حسن مربوط به دوره سلجوقیان است و در محله بازار اردستان واقع شده است. این اثر در تاریخ ۲۸ خرداد ۱۳۱۵ با شمارهٔ ثبت ۲۴۹ به‌عنوان یکی از آثار ملی ایران به ثبت رسیده است.